# IC 4416
IC 4416 је галаксија у сазвјежђу Волар која се налази на листи објеката дубоког неба у Индекс каталогу.
Деклинација објекта је + 29° 38' 10" а ректасцензија 14h 24m 17,4s. Привидна величина (магнитуда) објекта IC 4416 износи 14,7 а фотографска магнитуда 15,7. IC 4416 је још познат и под ознакама MCG 5-34-31, CGCG 163-39, NPM1G +29.0314, PGC 51452.